# 동남아시아의 역사

동남아시아의 역사는 동남아시아 본토 (인도차이나반도)와 해양 동남아시아 (동남아시아 도서 지역)의 두가지 지역을 기반으로, 선사시대부터 오늘날에 이르기까지 동남아시아 사람들이 거쳐온 역사를 말한다. 본토 동남아시아는 캄보디아, 라오스, 미얀마, 말레이시아 반도, 태국, 베트남으로 구성되며 해양 동남아시아는 동말레이시아, 인도네시아, 필리핀, 싱가포르, 동티모르, 브루나이, 코코스(킬링) 제도, 크리스마스섬에 해당된다.
동남아시아 본토에서 호모 사피엔스가 출현하게 된 것은 지금으로부터 약 70,000년 전으로 거슬러 올라가며, 해양 동남아시아에서는 약 50,000년 전에 처음 출현한 것으로 보인다. 약 25,000년 전에는 동아시아계 민족 (원동아시아인)이 동남아시아 본토에서 남하하여 해양 동남아시아로 진출하였다. 약 10,000여년 전 동남아시아 본토의 정착민들은 고유의 공예품과 도구를 제작하며 전통기술과 문화를 발달시켰는데 이를 호아빈 문화라 부른다. 신석기 시대에 이르러 오스트로아시아족은 육로를 거쳐 인도차이나 반도에, 오스트로네시아족은 해로를 타고 해양 동남아시아 지역에 정착하였다. 기원전 1,700년경에는 인도차이나반도의 저지대와 범람원을 중심으로 최초의 농경사회가 출현하였는데, 이들은 논을 개척하여 기장과 쌀을 재배하였다.
동남아시아에서 구리를 최초로 사용하게 된 것은 기원전 2,000년경으로 거슬러 올라가며, 오늘날 베트남 북부에 해당되는 풍응우옌 문화와 태국의 반치앙 문화가 그 주인공이다. 그 뒤를 이어 기원전 500년경의 동선 문화는 상당히 정교한 청동기 기술을 발전시켰다. 비슷한 시기 메콩강 하류의 부남 왕국과 홍강 삼각주의 반랑 왕국처럼, 영토가 풍요롭고 유리한 지역에서 최초의 농경 왕국이 등장했다. 반대로 작고 동떨어진 섬 지역들은 점차 발전해나가던 해상 무역에 참여하고 한몫하기 시작하였다.

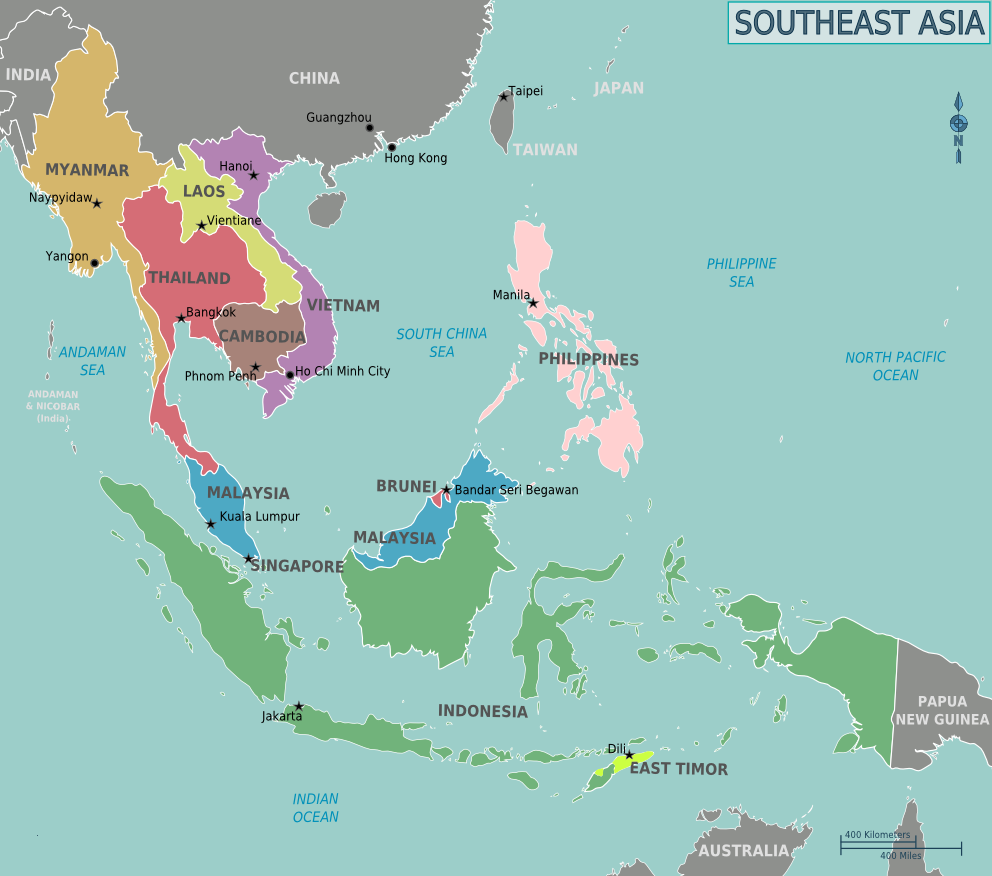
오늘날의 동남아시아

동남아시아의 지형적 다양성은 동남아시아사에도 큰 영향을 미쳤다. 예를 들어 동남아시아 본토는 넓지만 험준하고 까다로운 지형으로 이루어져 있으며, 이곳에 정착한 참족, 크메르족, 몬족이 문명을 형성해나가는 기반이 되었다. 또한 해안선이 길고 여러 큰 하천 (에야워디강, 땅륀강, 짜오프라야강, 메콩강, 홍강)이 흐르고 있어 인도양과 남중국해로의 진출을 마련하고 그에 기반한 사회문화적, 경제적 활동을 이끌어냈다.
해양 동남아시아는 보르네오섬과 수마트라섬 정도의 큰 섬을 제외하면, 섬과 군도가 널리 분산되어 있어 육지-바다가 반복되는 지형이다. 따라서 이 지역의 국가들은 영토 확장에 무관심했고 적당한 크기의 해상지배 국가로 발전했으며, 해상무역과 연계하여 성장과 번영을 이루었다. 기원전 100년경부터 해양 동남아시아는 인도양과 남중국해가 만나는 교차점으로서, 두 해역간 교역의 중심지로 발돋움하여 상업 발전을 이루고 문화적, 사회적 영향을 받았다. 기원후로 접어들면서 수세기 동안 해상 무역을 통해 자연스레 유입된 힌두교와 인도 문화는 국정, 종교, 문화, 행정 분야에 부분적으로 영향을 끼쳤으며, 이는 해양 동남아시아의 역사 시대와 고유 문화의 발전으로 이어졌다. 반대로 중국 문화의 경우, 중국과의 교역로가 실크로드와 같은 육로를 기반으로 했기 때문에 보다 간접적, 산발적으로 확산되었다. 더욱이 오랜 기간 동안 유지된 중국의 고립주의, 조공에 국한된 외교 관계는 두 지역간의 문화 변용을 막는 계기로 작용했다.

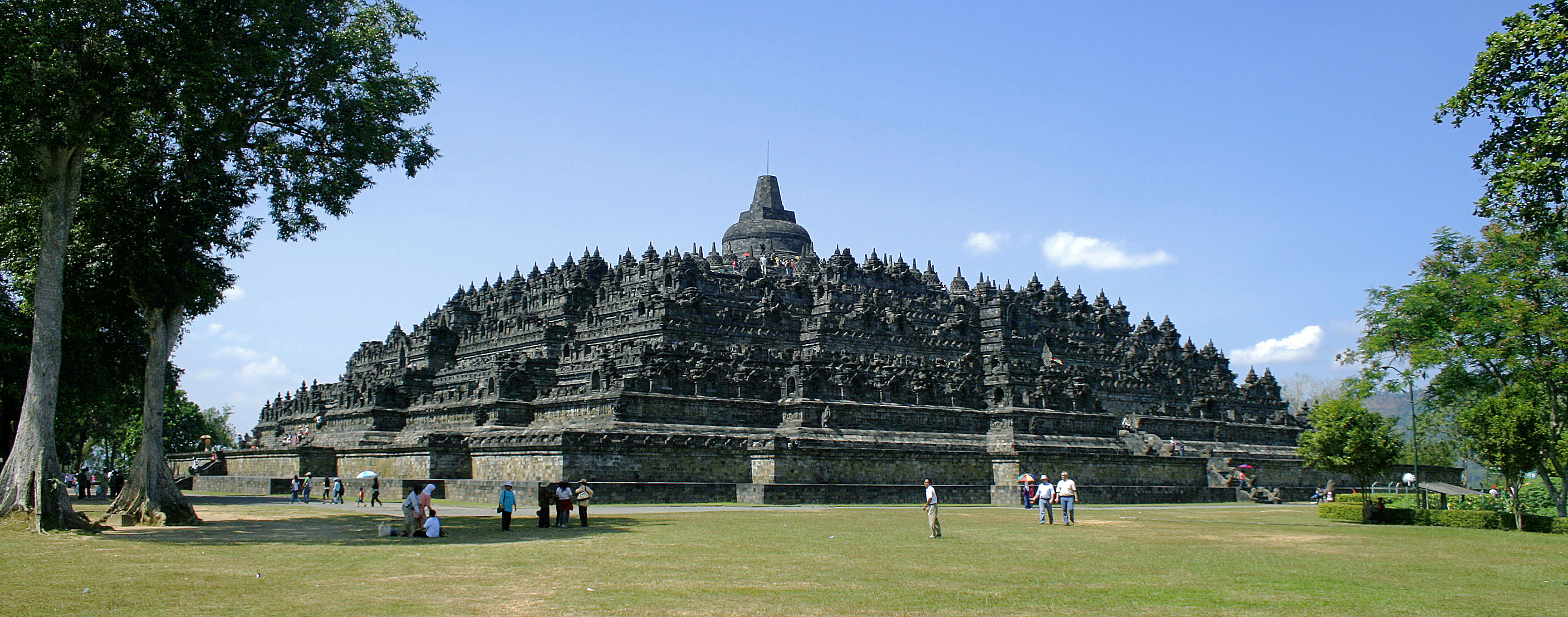

8세기~9세기부터 인도차이나반도에 불교가 전파되어 이 지역 국가들의 정치 체제에 영향을 미치기 시작했다. 이슬람교는 8세기 초 동남아시아의 고립 지역에 처음 전파됐고, 13세기에는 동남아시아 최초의 이슬람 국가가 등장했다. 이후 유럽인의 식민주의 시대, 근세, 냉전 시기에는 동남아시아 각국의 고유한 정치가 한계점을 드러내는 계기가 되었다. 이와 더불어 제2차 세계대전 이후 국가의 생존과 진보는 국가의 현대화와 강력한 국가정체성을 요구했다. 오늘날 동남아시아 국가 대부분은 역사적으로 유례가 없는 수준의 정치적 자유와 자결권을 누리고 있으며, 동남아시아 국가 연합 (ASEAN)을 통해 각국 정부 간 협력이라는 실질적 개념을 실현하고 있다.

## 같이 보기
- 동남아시아의 불교
- 동남아시아의 힌두교
- 동남아시아의 이슬람교
- 대인도
- 스프래틀리 군도
- 동티모르의 역사
- 라오스의 역사
- 말레이시아의 역사
- 미얀마의 역사
- 베트남의 역사
- 브루나이의 역사
- 싱가포르의 역사
- 인도네시아의 역사
- 캄보디아의 역사
- 태국의 역사
- 필리핀의 역사
- 아시아의 역사